# 白彥良
白彥良（？—？），江南常州府武進縣人，清朝政治人物。

## 生平
康熙三年（1664年）甲辰科進士，任湖北雲夢縣知縣，關心民間疾苦，當時里長最為民所累，白彥良除之。

## 佚事
白彥良壯年得眼病，經道士指點，經常洗澡，方才痊愈。